# 黄寅逵
黄寅逵（1940年8月—），男，上海崇明人，中华人民共和国政治人物。清华大学冶金系金属学与金属材料专业毕业，西北工业大学金属材料热处理专业研究生学历。

## 生平
1977年加入中国共产党。历任四川省成都市工业学校校长；中共成都市委宣传部部长、市委常委、副市长、市委副书记、代市长、市长、市委书记等职。1993年8月获任中共四川省委常委，1998年1月升任省委副书记，2001年1月当选四川省人民代表大会常务委员会副主任，2006年1月因年龄到任职年限辞职。